# Clitherall, Minnesota
Clitherall, Minnesota (енгл. Clitherall) град је у америчкој савезној држави Минесота.

## Демографија
По попису из 2010. године број становника је 112, што је 6 (-5,1%) становника мање него 2000. године.
| Група             | 2000.       | 2010.       |
| Белци             | 112 (94,9%) | 110 (98,2%) |
| Афроамериканци    | 0 (0,0%)    | 1 (0,9%)    |
| Азијати           | 0 (0,0%)    | 0 (0,0%)    |
| Хиспаноамериканци | 0 (0,0%)    | 0 (0,0%)    |
| Укупно            | 118         | 112         |